# Алексанян, Артур Артюшевич
Артур Артюшевич Алексанян (арм. Արթուր Արտյուշայի Ալեքսանյան, 6 мая 1957, Степанакерт, Азербайджанская ССР, СССР) — армянский военный деятель, полковник Службы национальной безопасности Армении (1994).

## Биография
Артур Алексанян родился в городе Ханкенди - в Карабахском регионе Азербайджана  в многодетной семье.
Учился в местной русскоязычной школе № 8. В 13 лет начал заниматься фехтованием и музыкой. Сам научился играть на армянском барабане, затем на маленьком барабане школьного духового оркестра. Принимал активное участие в школьных и городских праздниках и концертах.
В 1977 году был призван в ряды Советской Армии, где до 1979 года служил в танковых войсках механиком-водителем танка. Стал первоклассным механиком-водителем в звании старшего сержанта, затем был назначен капитаном взвода.
После службы в армии, вернувшись в Степанакерт, Алексанян стал художественным руководителем дома культуры обувной фабрики. В 1982 году присоединился к Карабахскому оркестру Госэстрады, где проработал до начала Карабахского движения. Кроме того, в 1979—1988 годах был музыкантом различных эстрадных групп Нагорного Карабаха.
В 1987 году вступил в подпольную организацию, возглавляемую Аркадием Карапетяном. Целью организации был сбор подписей за объединение НКАО с Арменией. Таким образом, Алексанян оставил работу и полностью посвятил себя Карабахскому движению.

## Общественная и военная деятельность
С первых дней Карабахского движения Артур Алексанян был одним из его активных участников и организаторов.
- В 1988 году участвовал в организации забастовок в Степанакерте, Ереване, Абовяне, Ленинакане, Чаренцаване. После погромов в Сумгаите и Баку занялся вопросами транспортировки, приема и размещения беженцев как в Армении, так и в Карабахе.
- В марте 1988 года основал Благотворительный союз «Амарас», основной целью которого было оказание моральной, материальной и медицинской помощи всем нуждающимся. После был избран вице-президентом и исполнительным директором организации.
- 1988—1991 годах «Амарас» стал крупнейшей неправительственной организацией, благодаря которой в НКАО было реализовано множество политических, демографических, экономических и благотворительных программ.

Осенью 1990 года, будучи исполняющим обязанности председателя Армянского благотворительного союза Арцаха «Амарас», провёл 30 суток в Шушинской тюрьме. Формально его арестовали за якобы оказанное военным при обыске сопротивление, сам же Алексанян истинной причиной заключения назвал деятельность организации по укреплению связей между Нагорным Карабахом и Арменией.
Основная цель деятельности Артура Алексаняна в «Амарасе» заключалась в выполнении решений подпольного политического штаба (офицерского корпуса) «Миацум», включая:
- формирование отрядов самообороны;
- финансирование и вооружение этих отрядов;
- создание секретных баз материально-технического снабжения во всех регионах Карабаха.

Вместе с президентом благотворительного союза «Амарас» Борисом Дадамяном Артур Алексанян постоянно подвергался преследованиям со стороны органов национальной безопасности и МВД СССР. Тем не менее, он продолжал закупать оружие и боеприпасы, доставляя их воздушным путем через секретные перевалочные базы в Нагорный Карабах — Шаумяновский район.
- Знакомство в 1989 году с католикосом Вазгеном I, архиепископом Паргевом в Эчмиадзине способствовало созданию Арцахской епархии. Позже Алексанян был назначен Управляющим Епархией. Создав материально-техническую базу, автопарк и строительные отряды, он инициировал строительство и реставрацию церквей в Шаумянском районе.

А. Алексанян, как представитель непризнанной НКР, вместе с Вазгеном Саркисяном и лидером отряда «Муш» — Вождем Мишей — объединил армянские изолированные вооруженные отряды,. В тот же период был создан штаб объединенных вооруженных отрядов (офицерский корпус) «Муш». Позже он был реорганизован в Союз добровольцев «Еркрапа», где Алексанян был избран вице-президентом.
После распада Советского Союза постановлением правительства РА был создан Государственный комитет обороны РА.
- В марте 1991 года А. Алексанян был назначен заместителем руководителя аппарата комитета по экономическим вопросам. За короткий промежуток времени он создал систему (структуру) материально-технического снабжения Комитета обороны по всей Армении.  С тех пор отряды самообороны, зарегистрированные в Генеральном штабе Государственного комитета обороны РА в Шаумянском районе НКР, централизованно и своевременно обеспечивались материально-техническими и военными средствами.

Накануне взятия Шуши Алексанян оставил свой пост и добровольно уехал в Карабах.
В короткие сроки ему удалось организовать тыловое обеспечение, построить оборонительные сооружения по всему периметру границ, от Кесалара до Арменавана, а также полевой госпиталь, столовую и пути сообщения. После взятия города Шуши, по приказу командира Лачина Сейрана Оганяна возглавил операцию по занятию трёх сел Зарыслы, Туршсу, Беркадзор, создав благоприятные условия для занятия всей территории района.
После занятия азербайджанцами Шаумянского района и города Мардакерта они начали полномасштабное наступление в направлении ущелья Атерк, что было чревато дальнейшим осложнением боевых действий. По приказу Сержа Саргсяна Алексанян выехал в ущелье Атерк для формирования нового штаба из запаниковавших местных отрядов, которые фактически стали неуправляемыми.
- Осенью 1992 года Вазген Саргсян объявил о мобилизации добровольцев «Маапарт» для самообороны НКР. Под командованием Алексаняна вместе с заместителями Вазгена Саргсяна — Аствацатуром Петросяном и Айказом Багманяном, а также усилиями местных отрядов была организована надежная оборона от Гандзасара до села Члдран. Была создана оборонительная линия и занято всё ущелье Атерк вплоть до подхода к Сарасангской ГЭС.
- Весной 1993 года Артур Алексанян и Монте Мелконян получили задание организовать разведывательные операции в районе Кельбаджар, в тылу врага. В короткие сроки они выполнили указанную задачу, подготовив план по взятию Кельбаджарского района.
- 8 октября 1993 года Алексанян был назначен заместителем командующего артиллерией НКР. Заняв этот пост, он принимал участие во всех боевых действиях по возвращению контроля над Мардакертским районом, занятию Кельбаджарского, Джабраильского, Физулинского и Агдамского районов, а также Кубатлы. После успешного завершения этих операций, по предложению командующего 5-м округом обороны Ашота Арушаняна, он был назначен заместителем Арушаняна по тыловой линии фронта. Создав систему тыла, он также помог председателю Мартакертского райисполкома в восстановлении народного хозяйства области.

- В середине января 1994 года азербайджанцы прорвали пограничный рубеж Омар. По заданию Вазгена Саргсяна и Сержа Саргсяна вместе с двумя батальонами Мартакертского полка А. Алексанян организовал оборону, остановив противника в районе Камышлы. В ходе указанных боевых действий он был дважды ранен, доставлен в Ереван, затем во Францию и США для лечения.
- После того, как было заключено перемирие с азербайджанской стороной, Артур Алексанян возобновил свою деятельность в Армении. В мае  1994 г. Алексанян был назначен начальником специальных боевых подразделений (СБП) Департамента национальной безопасности Республики Армения.

Позже была сформирована совершенно новая структура - боевая часть специального назначения «Красные береты 5165».
Под командованием Алексаняна СБП выполнил десятки боевых заданий. Среди них: организация безопасности государственных границ Республики Армения и Нагорно-Карабахской Республики, обеспечение бесперебойной работы инфраструктуры, таких как железные дороги, газопроводы, электростанции, транспортные пути, а также решение многих задач по повышению уровня боеготовности подразделений Минобороны РА.
Офицеры и военнослужащие СБП безупречно выполняли свои задачи и обязанности. За 14 лет эта военная структура подготовила исключительных специалистов - офицеров, обучила тысячи военнослужащих, которые могли выполнять любые задачи по обороне и безопасности с минимальным количеством людей и вооружения.
Подразделение действовало до 2007 года, после чего по неизвестным причинам было расформировано. Сотни профессионалов перешли в другие системы, потеряли работу или покинули родину.

## После увольнения из ВС
После ухода в отставку Алексанян занялся строительством, основал собственное дорожно-строительное предприятие «Амарасшин» в 2006 году.
Компания построила десятки домов в поселке Ваагни, около 300 км грунтовых дорог в Армении и НКР. Была создана новая технология строительства грунтовых дорог по немецко-австрийской технике.

## Государственные награды
- Орден «Боевой крест» I степени, Армения[2] (1996).
- Именное оружие министра обороны Армении (1996).
- Медаль отряда «Орлы-смертники» (1998).
- Орден «Боевой крест» I степени, НКР[2] (2000).
- Почётная грамота Министерства обороны НКР о взятии Шуши (2000).
- Именное оружие министра обороны НКР (2000).
- Грамота Президента НКР (2002).
- Именное оружие министра национальной безопасности Армении (2004).